# روبن کاپریا
روبن کاپریا (انگلیسی: Rubén Capria؛ زادهٔ ۶ ژانویهٔ ۱۹۷۰) بازیکن فوتبال اهل آرژانتین است.
از باشگاه‌هایی که در آن بازی کرده‌است می‌توان به باشگاه فوتبال کروز آزول، باشگاه ورزشی بارسلونا، باشگاه فوتبال لانوس، باشگاه فوتبال استودیانتس، باشگاه فوتبال نیولز اولد بویز، باشگاه فوتبال راسینگ کلوب آویاندا، و باشگاه فوتبال پنیارول اشاره کرد.